# Cláudio Christovam de Pinho
Cláudio Christovam de Pinho, detto Cláudio (Santos, 18 luglio 1922 – Santos, 2 maggio 2000), è stato un calciatore e allenatore di calcio brasiliano, di ruolo attaccante. È il miglior realizzatore nella storia del Corinthians, con 295 reti segnate.

## Caratteristiche tecniche
Giocava come attaccante, più precisamente come ala destra. Era in possesso di una grande tecnica, di abilità nel tirare calci di punizione e rigori e di un carattere da leader che gli permise di essere soprannominato O Gerente (il manager). Il suo stile di gioco è paragonabile a quello di altri giocatori che in periodi successivi hanno vestito la maglia del Corinthians, come ad esempio Marcelinho Carioca.

## Carriera

### Club
Debuttò nel Santos nel 1940, trasferendosi però poco tempo dopo al Palmeiras, con cui vinse il suo primo titolo, ovvero il campionato Paulista del 1942. Fu anche protagonista di un fatto curioso: segnò infatti il primo gol della società dopo il cambio di nome da Palestra Itália a Palmeiras. Il periodo fruttuoso con il club di San Paolo gli permise di tornare al Santos, che però lasciò, nuovamente dopo neanche due anni, per passare al Corinthians.
Fece il suo esordio segnando contro la sua ex squadra, il Palmeiras, marcando una rete da calcio d'angolo. Con Luisinho, Baltazar ed altri formò un attacco capace di segnare più cento reti (per la precisione centotré) in una sola edizione del campionato statale, quella del 1950. L'arrivo di Cláudio al Corinthians inaugurò un periodo di successi, che interruppe il digiuno di dieci anni senza titoli per la società. Nel 1957 lasciò momentaneamente l'attività calcistica per dedicarsi alla carriera di allenatore, che però interruppe dopo una sola stagione (la 1958-1959); tornò dunque a giocare, stavolta al San Paolo, dove nonostante i trentasette anni fu protagonista di una buona annata, con dieci reti segnate in trentacinque partite.

### Nazionale
Ha giocato dodici partite con il Brasile, con cinque reti all'attivo. Nonostante non abbia collezionato molte presenze, è stato convocato per quattro edizioni del Campeonato Sudamericano de Football. In seguito all'infortunio dell'ala destra titolare della Nazionale Tesourinha, Flávio Costa selezionò per il campionato del mondo 1950 Alfredo e Friaça al suo posto, escludendo così Cláudio, che a quel tempo era considerato uno dei migliori interpreti del ruolo.

## Palmarès

### Club

#### Competizioni nazionali
- Campionato paulista: 6

Santos: 1940, 1944
Palmeiras: 1942
Corinthians: 1951, 1952, 1954
- Torneo Rio-San Paolo: 3

Corinthians: 1950, 1953, 1954

### Nazionale
- Copa Rio Branco: 1

1947
- Campeonato Sudamericano de Football: 1

Brasile 1949